# Liste der Mitglieder der American Academy of Arts and Sciences/1908
Im Jahr 1908 wählte die American Academy of Arts and Sciences fünf Personen zu ihren Mitgliedern.

## Neu gewählte Mitglieder
- LeBaron Russell Briggs (1855–1934)
- Louis Derr (1868–1923)
- Emil Fischer (1852–1919)
- Douglas Wilson Johnson (1878–1944)
- Charles Hyde Warren (1876–1950)